# Tucson (U-Boot)
Die Tucson, auch USS Tucson (Kennung: SSN-770), ist ein atomgetriebenes Jagd-U-Boot der Los-Angeles-Klasse der United States Navy, das seit 1995 in Dienst steht.

## Geschichte
Die Tucson wurde 1988 bei Newport News Shipbuilding in Auftrag gegeben und 1991 auf der Werft des Schiffbau-Unternehmens, das zu Northrop Grumman gehört, auf Kiel gelegt. Nach einer Bauzeit von zweieinhalb Jahren lief das Schiff im März 1994 vom Stapel. Das Boot wurde von Mrs. Diane C. Kent nach der Stadt Tucson in Arizona getauft.
Die offizielle Indienststellung bei der US Navy war auf den 18. August 1995 terminiert worden. Da jedoch der Hurrikan Felix zu dieser Zeit die Küste von Virginia bedrohte, entschied die Navy, ihre Flotte aus dem Hafen auf das offene Meer zu verlegen. Der Hurrikan drehte später noch vor der Küste ab. Die Zeremonie zur Indienststellung wurde für den 9. September neu angesetzt, im Schiffsregister der Navy ist trotzdem der 18. August als Termin angegeben.
Nach einem Jahr Dienst im Atlantik verlegte die Tucson durch den Panamakanal in den Pazifik nach Pearl Harbor. Auf dem Weg dorthin stoppte das U-Boot in San Diego, wo VIPs und Touristen aus der Partnerstadt Tucson das Boot besichtigen durften. Ihren ersten Fronteinsatz leistete die Tucson 1998, als sie im Persischen Golf im Rahmen der Operation Southern Watch eingesetzt wurde. Im Sommer 1999 nahm sie vor der Küste Chiles an der Übung Teamwork South '99 teil, 2006 dann an Valiant Shield. Nach dieser Übung wurde die Tucson in der Norfolk Naval Shipyard eingedockt und dort überholt, Ende 2008 kehrte sie nach Pearl zurück. Im Juli 2010 nahm das U-Boot an der Seite der George Washington zusammen mit südkoreanischen Kräften an der Übung Invincible Spirit teil.

## In der Fiktion
Die Tucson spielt eine Rolle in Tom Clancys Roman Im Zeichen des Drachen: Sie wird damit betraut, Chinas einziges Ship Submersible Ballistic Nuclear zu zerstören und erfüllt diese Aufgabe.